# Dharmasraya

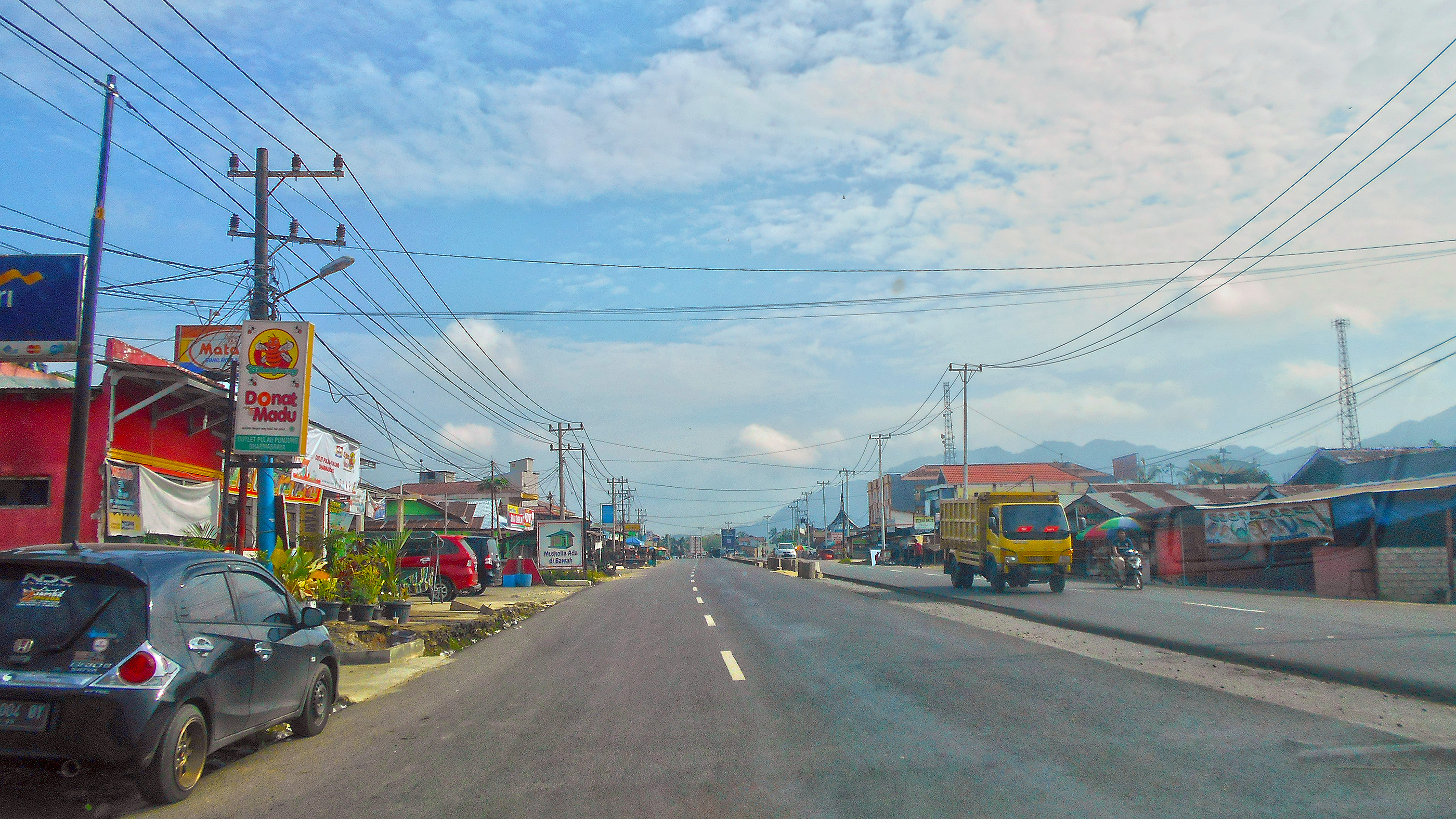
Hauptstraße in Sungai Dareh, Kec. Pulau Punjung

Dharmasraya ist ein indonesischer Regierungsbezirk (Kabupaten) in der indonesischen Provinz Sumatra Barat. Mitte 2023 (Semester I/2023) leben hier 234.509 Menschen auf 2921 Quadratkilometern (Bevölkerungsdichte: 80,3 Einw. pro km²). Der Verwaltungssitz des Kabupaten Dharmasraya ist der Ort Pulau Punjung im Osten des Bezirks.

## Geographie

### Lage
Der Binnenbezirk liegt im Südosten von Sumatra Barat an der Grenze zu den Provinzen Jambi (im Osten, Südosten und Süden) und Riau (im Norden und Nordosten). Innerhalb der Provinz Sumatra Selatan grenzt Dharmasraya an die Regierungsbezirke Sijunjung im Nordwesten, Solok im Westen sowie Solok Selatan im Südwesten und Westen. Dharmasraya erstreckt sich zwischen 0° 47′ 07″ und 1° 41′ 56″ n. Br sowie zwischen 101° 9′ 21″ und 101° 54′ 27″ ö. L.

### Klima
Auf Grund der Nähe zum Äquator herrscht, wie in ganz Indonesien, tropisches Regenwaldklima (feuchttropisches Klima), es gibt eine trockene Jahreszeit (Juni bis September) und die Regenzeit (August bis November). Im Jahr 2000 fielen im Bezirk 2996 mm Regen an 144 Tagen, der meiste im April (464 mm an 16 Tagen), der geringste im August (82 mm an 8 Tagen).

## Verwaltungsgliederung
Administrativ unterteilt sich Dharmasraya seit 2009 in 11 Distrikte oder Unterbezirke (indonesisch Kecamatan) mit 52 Dörfern (Nagari). Diese bestehen aus 461 Ortschaften (indonesisch Jorong). Im Volkszählungsjahr 2020 gab es 54.927	Haushalte mit durchschnittlich 4,16 Personen pro Haushalt.
| Code 1   | Kecamatan Distrikt | Ibu Kota Verwaltungssitz | Fläche (km²) | Einw. Zensus 2010 2 | Volkszählung 2020 | Volkszählung 2020 | Volkszählung 2020 | Anzahl der Dörfer 6 |
| Code 1   | Kecamatan Distrikt | Ibu Kota Verwaltungssitz | Fläche (km²) | Einw. Zensus 2010 2 | Einw. 3           | 0Dichte 40        | Sex Ratio 5       | Anzahl der Dörfer 6 |
| -------- | ------------------ | ------------------------ | ------------ | ------------------- | ----------------- | ----------------- | ----------------- | ------------------- |
| 13.10.01 | Koto Baru          | Koto Baru                | 251,35       | 28.776              | 32.519            | 129,4             | 100,5             | 4                   |
| 13.10.02 | Pulau Punjung      | Sungai Dareh             | 482,50       | 35.861              | 45.339            | 94,0              | 103,9             | 6                   |
| 13.10.03 | Sungai Rumbai00    | Sungai Rumbai            | 47,63        | 17.989              | 22.489            | 472,2             | 104,8             | 4                   |
| 13.10.04 | Sitiung            | Sitiung                  | 87,68        | 23.019              | 28.324            | 323,0             | 104,7             | 4                   |
| 13.10.05 | IX Koto            | Silago                   | 454,80       | 7.344               | 9.366             | 20,6              | 104,7             | 4                   |
| 13.10.06 | Timpeh             | Tabek                    | 237,93       | 13.460              | 16.909            | 71,1              | 104,9             | 5                   |
| 13.10.07 | Koto Salak         | Koto Salak               | 464,39       | 15.076              | 17.598            | 37,9              | 101,6             | 5                   |
| 13.10.08 | Tiumang            | Tiumung                  | 129,18       | 11.094              | 13.144            | 101,7             | 102,5             | 4                   |
| 13.10.09 | Padang Laweh       | Padang Laweh             | 59,76        | 5.368               | 6.462             | 108,1             | 102,2             | 4                   |
| 13.10.10 | Asam Jujuhan       | Sungai Limau             | 257,72       | 10.539              | 9.502             | 36,9              | 110,6             | 5                   |
| 13.10.11 | Koto Besar         | Koto Besar               | 488,19       | 22.876              | 26.939            | 55,2              | 103,4             | 7                   |
| 13.10    | Kab. Dharmasraya   | Kab. Dharmasraya         | 2.961,13     | 191.422             | 228.591           | 77,2              | 103,59            | 52                  |

## Demographie
Zur siebten Volkszählung im September 2020 (indonesisch Sensus Penduduk – SP2020) lebten im Kabupaten 228.591 Menschen, davon 112.281 Frauen (49,12 %) und 116.310 Männer (50,88 %). Gegenüber dem letzten Zensus (2010) stieg der Frauenanteil um 0,78 Prozent (2010: 92.530 Frauen ÷ 98.892 Männer).
Die vorherrschende Religion war und ist der Islam (98,54 %). Der Anteil der Christen (3128) lag bei 1,45 Prozent; davon waren 86 Prozent oder 2691 der Gläubigen Protestanten. Am meisten Christen gab es in den Distrikten Asam Jujuhan (505 von 7787 oder 6,49 %) und Sungai Rumbai (881 von 20.767 oder 4,07 %). Kirchen gab es keine, hingegen zählte man 2020 210 Moscheen und 741 kleinere Gebetsräume (indonesisch Mushola).

### Soziale Daten 2020
| Merkmal                                                            | Kabupaten | 0Provinz Sumatra Barat0 |
| ------------------------------------------------------------------ | --------- | ----------------------- |
| Bevölkerung unterhalb der Armutsgrenze (Tsd.)0                     | 15,70     | 344,23                  |
| Anteil der „armen Bevölkerung“ (indonesisch Penduduk miskin) (%)00 | 06,23     | 006,28                  |
| Arbeitslosenrate (%)                                               | 05,31     | 006,88                  |
| Lebenserwartung bei der Geburt (Jahre)                             | 71,33     | 069,47                  |
| HDI-Index                                                          | 71,51     | 072,38                  |
| Analphabetenrate (in %, 15–64 J.)                                  | 00,46     | 000,41                  |
| Abhängigenquotient 1                                               | 46,10     | 047,09                  |
| Anteil der Altersgruppen                                           | 0Real0    | 0Prozentual0            |
| Kinder (<15 J.)                                                    | 61.259    | 026,80                  |
| arbeitsfähige Bevölkerung (15–64 J.)                               | 156.3820  | 068,41                  |
| Rentner und Pensionäre (>65 J.)                                    | 10.950    | 004,79                  |

### Aktuelle Bevölkerungsdaten vom Jahresende 2022
Nachfolgende Tabelle gibt den Einwohnerstand per 31. Dezember 2022 wieder.
| Kecamatan          | Fläche km² | Einwohner gesamt | Männer  | Frauen  | Dichte Einw. je km² | Sex Ratio (M*100/F) |
| ------------------ | ---------- | ---------------- | ------- | ------- | ------------------- | ------------------- |
| Koto Baru          | 163,22     | 33.283           | 16.709  | 16.574  | 203,9               | 100,81              |
| Pulau Punjung      | 474,05     | 45.858           | 23.337  | 22.521  | 96,7                | 103,62              |
| Sungai Rumbai      | 49,17      | 23.038           | 11.746  | 11.292  | 468,5               | 104,02              |
| Sitiung            | 196,79     | 28.812           | 14.630  | 14.182  | 146,4               | 103,16              |
| Sembilan Koto      | 500,77     | 9.412            | 4.727   | 4.685   | 18,8                | 100,90              |
| Timpeh             | 315,44     | 17.576           | 8.953   | 8.623   | 55,7                | 103,83              |
| Koto Salak         | 141,95     | 18.016           | 9.029   | 8.987   | 126,9               | 100,47              |
| Tiumang            | 46,45      | 13.503           | 6.801   | 6.702   | 290,7               | 101,48              |
| Padang Laweh       | 112,70     | 6.591            | 3.323   | 3.268   | 58,5                | 101,68              |
| Asam Jujuhan       | 428,72     | 8.788            | 4.579   | 4.209   | 20,5                | 108,79              |
| Koto Besar         | 572,94     | 27.720           | 14.018  | 13.702  | 48,4                | 102,31              |
| Kab. Dharmasraya00 | 3.002,20 1 | 232.597          | 117.852 | 114.745 | 77,5                | 102,71              |

## Geschichte
Durch das Regierungsgesetz Nr. 38 wurde im Jahr 2003 der Kabupaten Dharmasraya durch Abtrennung von vier Kecamatan aus dem Kabupaten Sijunjung gebildet.
Fünf Jahre später wurden dieses vier Kecamatan wiederum unterteilt in sieben neue, so dass deren Anzahl nun auf elf angewachsen war. Hierbei wurden die sieben Kecamatan aus den grenznahen Dörfern mehrerer Kecamatan gebildet. Die geklammerten Einwohnerzahlen entstammen der Quelle und sind zeitnahe Fortschreibungen der Meldeämter:
| Kecamatan                                               | Einwohner | 0Fläche0 | Anz. Dörfer |
| ------------------------------------------------------- | --------- | -------- | ----------- |
| IX Koto                                                 | 08.244    | 454,80   | 4           |
| Timpeh                                                  | 13.829    | 237,93   | 5           |
| Koto Salak                                              | 14.009    | 464,39   | 5           |
| Tiumang                                                 | 08.217    | 129,18   | 4           |
| Padang Laweh                                            | 07.519    | 059,76   | 4           |
| Asam Jujuhan                                            | 12.496    | 257,72   | 5           |
| Koto Besar                                              | 19.819    | 488,19   | 5           |
| Die ursprünglichen vier Kecamatan wurden damit kleiner: |           |          |             |
| Pulau Pujung                                            | 29.393    | 482,50   | 4           |
| Sitiung                                                 | 21.355    | 087,68   | 4           |
| Kota Baru                                               | 24.455    | 251,35   | 4           |
| Sungai Rumbai                                           | 14.805    | 047,63   | 4           |